# Annamocarya
- Commons
- Wikispecies

Annamocarya A.Chev.  é um género botânico pertencente à família Juglandaceae.

## Espécies
Apresenta duas espécies:
- Annamocarya indochinensis
- Annamocarya sinensis